# Death on the Road
Death on the Road je živé album heavymetalové skupiny Iron Maiden. Album vyšlo 30. srpna 2005 na CD a 6. února 2006 na DVD. Skládá se ze skladeb, které byly nahrány v listopadu 2003 v Dortmundu během Dance of Death Tour (2003–2005).
Během prvního týdnu po vydání se album v několika zemích umístilo v žebříčcích: Finsko (6.), Švédsko (7.), Norsko (12.), Francie (14.), Itálie (17.), Švýcarsko (17.), Španělsko (18.), Spojené království (22.), Irsko (27.) a Nizozemsko (39.) .

## Seznam skladeb
| Disk 1 | Disk 1                  | Disk 1 |
| Pořadí | Název                   | Délka  |
| ------ | ----------------------- | ------ |
| 1.     | Wildest Dreams          | 4:51   |
| 2.     | Wrathchild              | 2:49   |
| 3.     | Can I Play with Madness | 3:30   |
| 4.     | The Trooper             | 4:12   |
| 5.     | Dance of Death          | 9:23   |
| 6.     | Rainmaker               | 4:01   |
| 7.     | Brave New World         | 6:09   |
| 8.     | Paschendale             | 10:17  |
| 9.     | Lord of the Flies       | 5:06   |

| Disk 2         | Disk 2                  | Disk 2 |
| Pořadí         | Název                   | Délka  |
| -------------- | ----------------------- | ------ |
| 1.             | No More Lies            | 7:49   |
| 2.             | Hallowed Be Thy Name    | 7:31   |
| 3.             | Fear of the Dark        | 7:28   |
| 4.             | Iron Maiden             | 4:50   |
| 5.             | Journeyman              | 7:02   |
| 6.             | The Number of the Beast | 4:57   |
| 7.             | Run to the Hills        | 4:26   |
| Celková délka: | Celková délka:          | 94:21  |

## Sestava
- Bruce Dickinson – zpěv
- Dave Murray – kytara
- Janick Gers – kytara
- Adrian Smith – kytara, zpěv
- Steve Harris – Baskytara, zpěv
- Nicko McBrain – bicí
- Michael Kenney – klávesy